# Lonchocarpus capassa
Lonchocarpus capassa är en ärtväxtart som beskrevs av Robert Allen Rolfe. Lonchocarpus capassa ingår i släktet Lonchocarpus och familjen ärtväxter. Inga underarter finns listade i Catalogue of Life.

## Bildgalleri

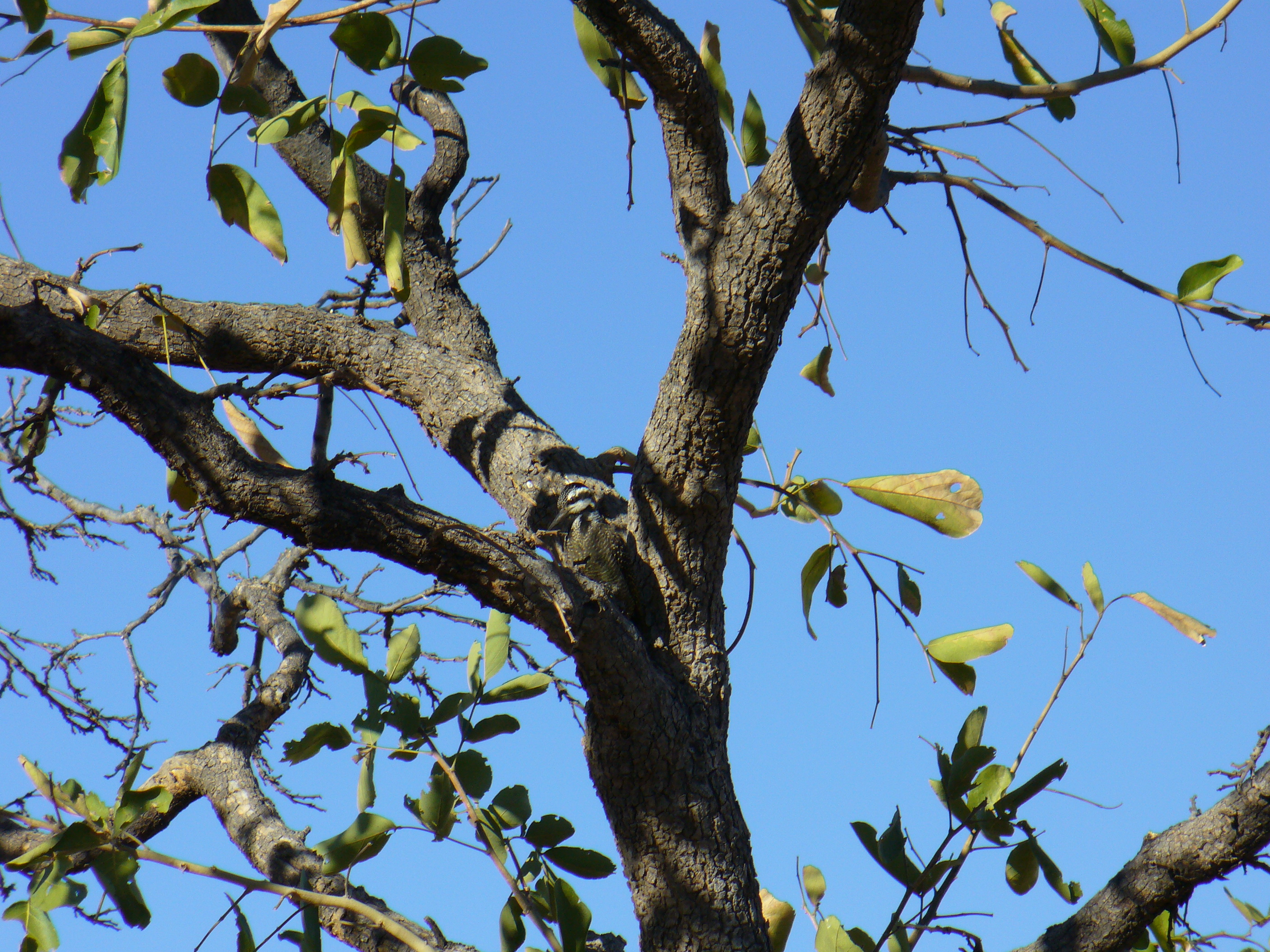
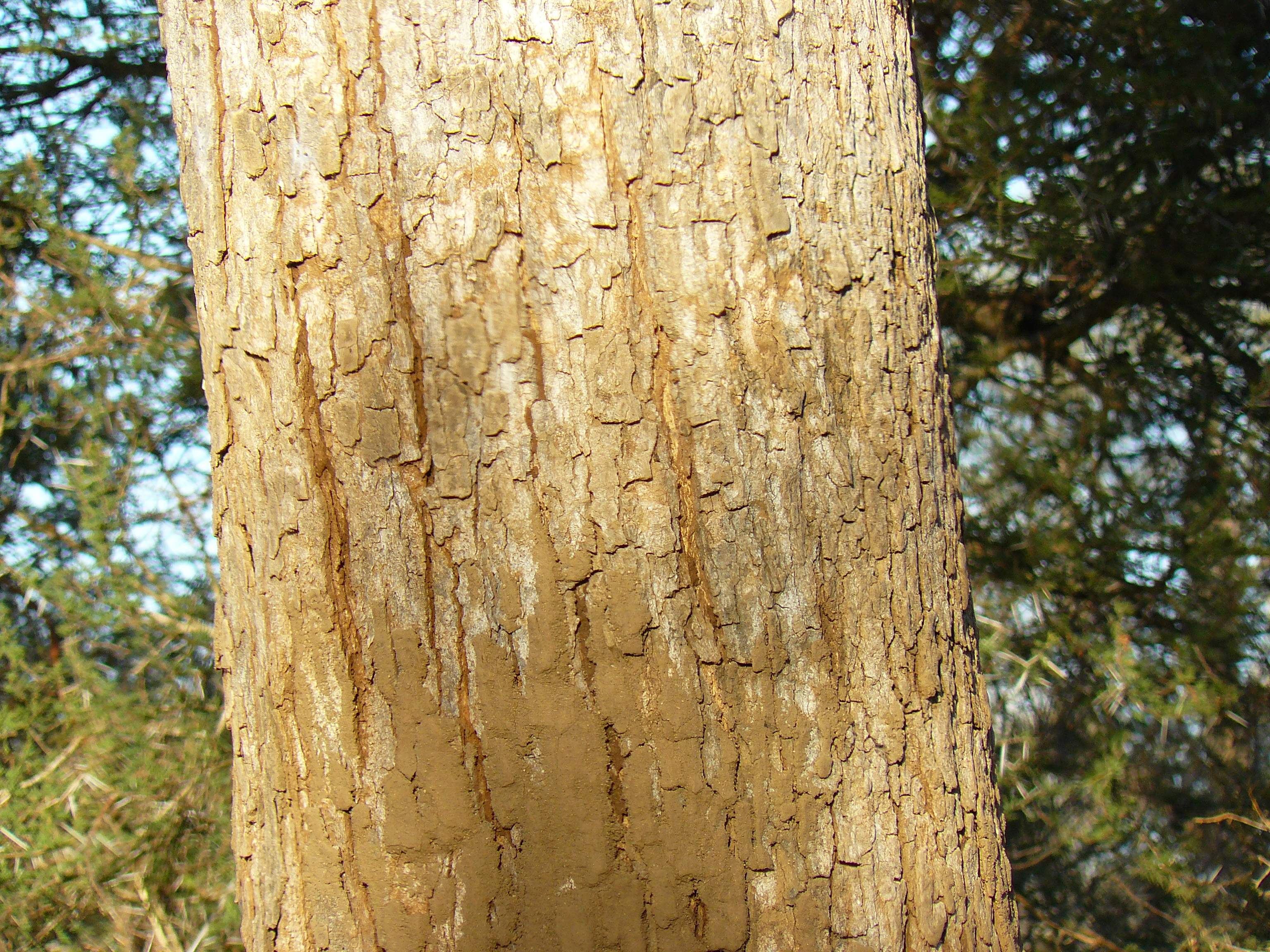
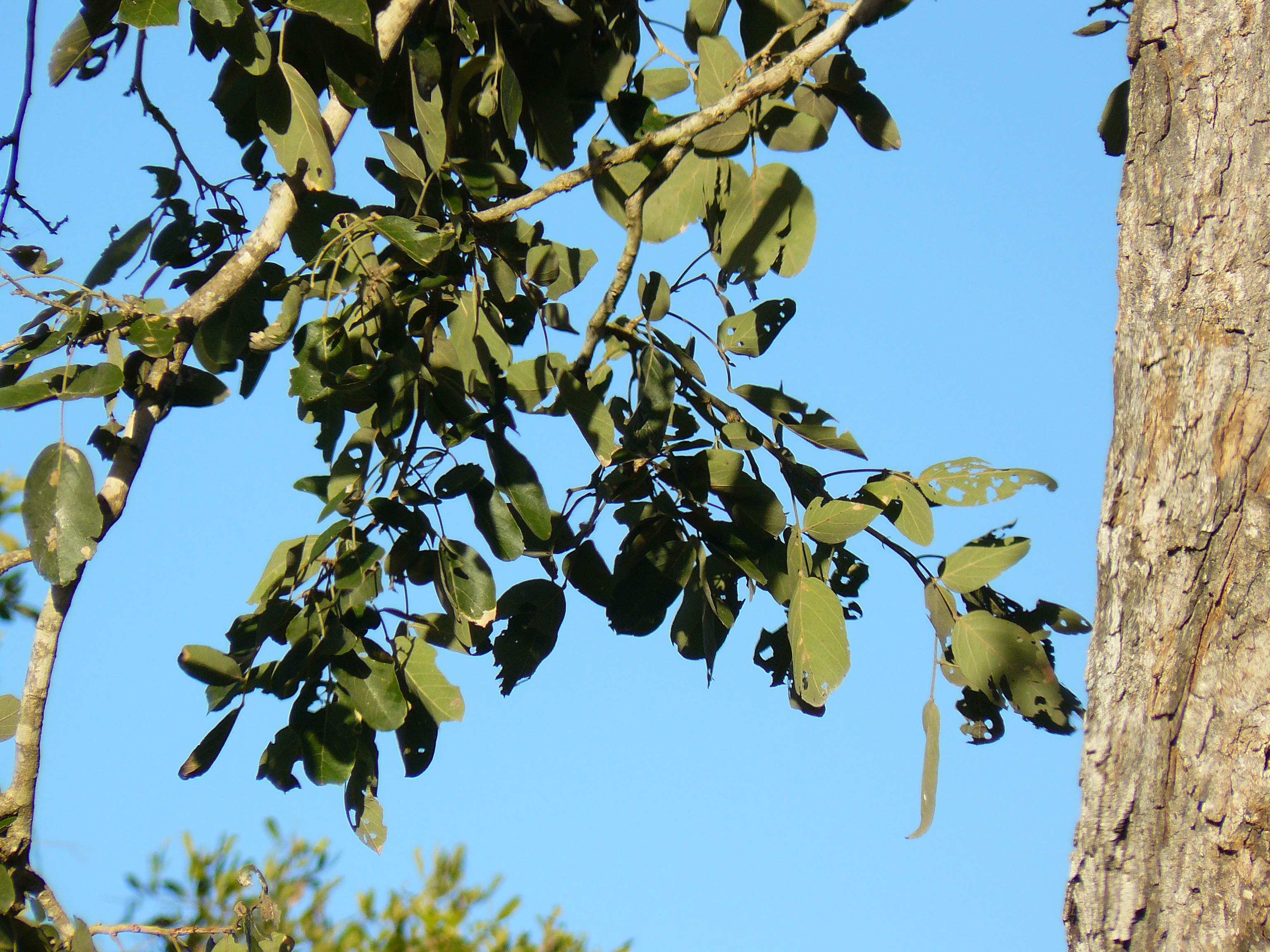